# Буковий ліс

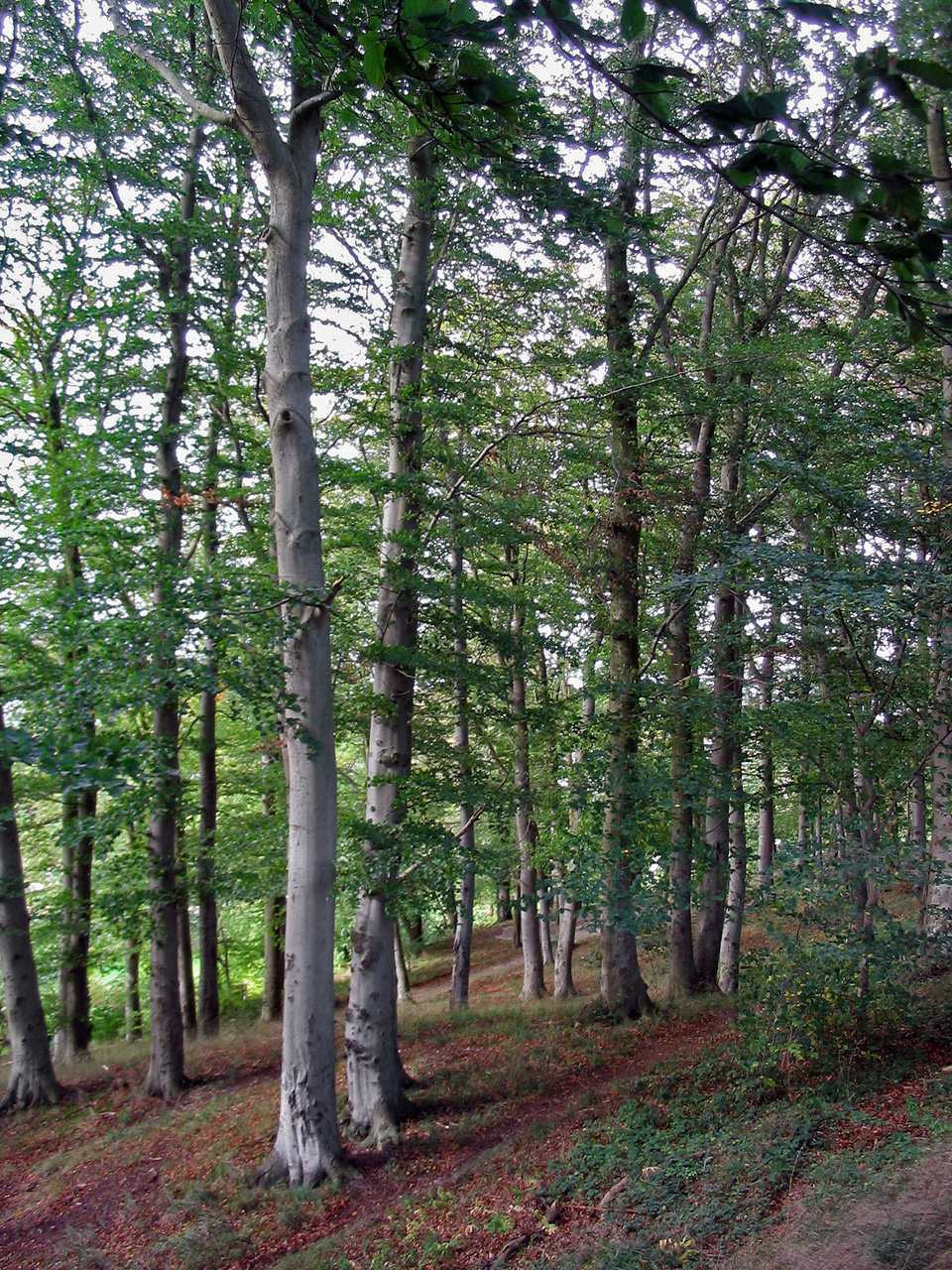
Буковий ліс

Буковий ліс, бучина — ліс з переважанням бука. 
Бук є основною лісовою породою європейських лісів. Він частіше за інших широколистяних порід утворює чисті деревостани, а також входить до складу змішаних деревостанів з темнохвойних і інших широколистяних порід, утворюючи в них другий ярус. Бук європейський в Європі формує власну зону букових лісів, що займає як рівнинні місцевості, так і гірські; в горах букові ліси часто служать верхньою межею гірського лісового поясу. Ареал бука визначається кліматичними і ґрунтовими умовами. Якщо в центрі свого ареалу він не має конкурентів з боку інших деревних порід, то при наближенні до його кордонів поступається своїми позиціями грабу, дубу, хвойним породам. Бук європейський росте на території Європи від Великої Британії, північної частини Іспанії на заході до Калінінградської області, Польщі, західної частини України, південної частини Криму на сході і від півдня Норвегії і Швеції на півночі до північної частини Сицилії, Середньої Албанії, Греції на півдні.
На крутих гірських схилах букові ліси мають велике ґрунтозахистне і водоохоронне значення. У лісівництві бук цінується як лісотвірна, кліматорегулююча і ґрунтовопокращуюча порода. Буковий ліс справив великий вплив на культуру народів, що населяють Європу. Його естетичний вплив цінується і в даний час: в букових лісах побудовано багато санаторіїв і будинків відпочинку.
У минулому букові ліси в Європі займали велику територію. В результаті господарської діяльності людини вони здебільшого були винищені. Якщо раніше на місці вирубаних букових лісів проводилися посадки інших видів дерев, то в даний час лісівники повертаються до їх відновленню через велику цінність цього виду лісу. Природні букові ліси охороняються на території багатьох країн Європи.